# 析取范式
在布尔逻辑中，析取范式（DNF）是逻辑公式的标准化（或规范化），它是合取子句的析取。作为规范形式，它在自动定理证明中有用。一个逻辑公式被认为是 DNF 的，当且仅当它是一个或多个文字的一个或多个合取的析取。同合取范式（CNF）一样，在 DNF 中的命题算子是与、或和非。非算子只能用做文字的一部分，这意味着它只能领先于命题变量。例如，下列公式都是 DNF:
{\displaystyle A\lor B}
{\displaystyle A\!}
{\displaystyle (A\land B)\lor C}
{\displaystyle (A\land \neg B\land \neg C)\lor (\neg D\land E\land F)}
但如下公式不是 DNF:
{\displaystyle \neg (A\lor B)} NOT 是最外层的算子
{\displaystyle A\lor (B\land (C\lor D))} 一个 OR 嵌套在一个 AND 中
把公式转换成 DNF 要使用逻辑等价，比如双重否定除去、德·摩根定律和分配律。注意所有逻辑公式都可以转换成析取范式。但是，在某些情况下转换成 DNF 可能导致公式的指数性爆涨。例如，在 DNF 形式下，如下逻辑公式有 2n 个项：
{\displaystyle (X_{1}\lor Y_{1})\land (X_{2}\lor Y_{2})\land \dots \land (X_{n}\lor Y_{n})}